# 広田村 (埼玉県)
広田村（ひろたむら）は埼玉県の北東部、北埼玉郡に属していた村。

## 地理
- 河川 - 星川

## 歴史
- 1889年（明治22年）4月1日 - 町村制施行に伴い、広田村（初代）・赤城村・北根村が合併し広田村が発足。
- 1954年（昭和29年）3月31日 - 北埼玉郡屈巣村・共和村と合併し、川里村を新設して廃止。
- 2001年（平成13年）5月1日 - 川里村が町制施行により、川里町となる。
- 2005年（平成17年）10月1日 - 川里町が北足立郡吹上町とともに鴻巣市に編入される。